# Demografija
Demografija je statistično preučevanje sestava rasti prebivalstva.
Demografija je statistična veda, ki preučuje stanje, sestavo in gibanje (rojstva, smrti, poroke...) prebivalstva.

## Razvoj besede
Beseda demografija je na Slovenskem v uporabi od 20. stoletja. Tujka je prevzeta prek nemške besede Demographie (statistično preučevanje prebivalstva) iz  franciske démogrphie v enakem pomenu, kar je neoklasična zloženka iz grške dẽmos v pomenu 'ljudstvo' in izpeljanke iz glagola gráphō v pomenu 'pišem, opisujem, slikam'.